# Provespa barthelemyi
Provespa barthelemyi är en getingart som först beskrevs av François du Buysson 1905.  Provespa barthelemyi ingår i släktet Provespa och familjen getingar. Inga underarter finns listade i Catalogue of Life.